# Mamestra concolor
Mamestra concolor là một loài bướm đêm trong họ Noctuidae.